# Lucidina kotbandia
Lucidina kotbandia là một loài bọ cánh cứng trong họ Đom đóm (Lampyridae). Loài này được Park & Kang in Park, Kang, Kim & Shim miêu tả khoa học năm 2005.